# Nông trường Phong Hải (thị trấn)
Nông trường Phong Hải là một thị trấn nông trường thuộc huyện Bảo Thắng, tỉnh Lào Cai, Việt Nam.

## Địa lý
Thị trấn Nông trường Phong Hải nằm ở phía bắc huyện Bảo Thắng, có vị trí địa lý:
- Phía bắc giáp các xã La Pan Tẩn, Tả Thàng (ở góc đông bắc) huyện Mường Khương
- Phía đông giáp xã Cốc Ly huyện Bắc Hà (ở phía đông và đông bắc) và xã Phong Niên (ở phía đông nam)
- Phía nam giáp xã Phong Niên và xã Thái Niên
- Phía tây giáp các xã Thái Niên, Bản Phiệt và Bản Cầm.

Thị trấn Nông trường Phong Hải có diện tích 88,52 km², dân số năm 1999 là 8.945 người, mật độ dân số đạt 101 người/km²
Quốc lộ 70 có 13,5 km đi qua địa phận thị trấn Nông trường Phong Hải. Suối Tòng Già bắt nguồn từ thị trấn rồi chảy về phía tây bắc, hợp lưu vào sông Nậm Thi.

## Lịch sử
Trước đây, Phong Hải là một xã thuộc huyện Bảo Thắng, tỉnh Lào Cai. Năm 1976, Nhà nước thành lập Nông trường quốc doanh Phong Hải.
Ngày 23 tháng 2 năm 1977, xã Phong Hải được chuyển thành thị trấn Nông trường Phong Hải.
Ngày 7 tháng 5 năm 2014, UBND tỉnh Lào Cai ban hành Quyết định số 1225/QĐ-UBND về việc đổi tên Thôn 2 thành tổ dân phố 2.

## Hành chính
Thị trấn Nông trường Phong Hải được chia thành 19 thôn, tổ dân phố: 1, 2, 3, 4, 5, Vi Mã Trên, Vi Mã Dưới, Sín Chải, Cửa Cải, Quy Ke, Khởi Khe, Cốc Né, Ai Dõng, Tòng Già, Sảng Pả, Tiên Phong, Ải Nam 1, Ải Nam 2, Sín Thèn.

## Kinh tế
Nền kinh tế của thị trấn phụ thuộc vào nông trường chè Phong Hải. Năm 2005, tổng diện tích chè cây của thị trấn là 210,19ha..
Nông trường quốc doanh Phong Hải về sau chuyển đổi thành Công ty TNHH MTV chè Phong Hải. Tuy nhiên, do làm ăn kém hiệu quả, người trồng chè chán nản, bỏ cả vùng nguyên liệu. Vùng chè của Phong Hải nay thu lại còn trên 100 ha. Năm 2017, tỉnh Lào Cai đã quyết định cổ phần hóa và đổi chủ đơn vị này.